# Accident del Tu-154 de la Força Aèria de Polònia
L'accident del Tu-154 de la Força Aèria de Polònia va ocórrer el dia 10 d'abril del 2010, quan un avió del model Túpolev Tu-154M de les Forces Poloneses de l'Aire s'estavellà prop de la ciutat de Smolensk, a Rússia. Hi van morir els 96 passatgers que anaven a bord. Això inclou el president de Polònia Lech Kaczyński i la seva esposa, el cap de gabinet i altres oficials membres de les forces armades poloneses, el president del Banc nacional de Polònia, el ministre d'afers estrangers de Polònia, polítics i 12 diputats del Parlament de Polònia, membres del clergat, i parents de les víctimes de la massacre de Katyn.
Viatjaven des de Varsòvia per a participar en la commemoració del 70è aniversari de la matança de Katyn; el lloc exacte d'aquesta matança (d'oficials de l'exèrcit polonès perpetrada per ordre de Stalin i atribuïda als alemanys durant molts anys pel règim soviètic) es troba a 19 km a l'oest de Smolensk.
La causa de l'accident fou que el pilot, forçat pel comandant en cap de la força aèria polonesa, intentà aterrar a l'aeroport de Smolensk afectat per la boira que en reduïa la visibilitat a uns 500 metres, L'avió volava massa baix durant l'aproximació a la pista i xocà contra els arbres propers a la pista. Llavors caigué i impactà a terra, es trencà i quedà a uns 200 metres de la pista dins d'un bosc.